# 허위 (1854년)
허위(許蔿, 1854년 4월 1일~1908년 9월 27일)는 대한민국의 독립유공자이며 구한말의 의병장이다. 아호는 왕산(旺山)이다.

## 생애
1854년 4월 1일 경상북도 선산군 임은동에서 허조(許祚)의 넷째 아들로 출생하였다.
1896년 3월 일제에 의해 명성황후 시해와 단발령에 분개해 참모장으로 김산(지금의 김천)에서 의병을 규합하였다. 성주, 충청도 진천 등지에서 활동 중 고종의 밀서에 따라 의병을 자진 해산 후 청송에서 학문에 전념하였습니다.
1899년 3월 천거로 5년간에 걸쳐 성균관 박사, 중추원 의관, 평리원 재판장, 의정부 참찬, 비서원 승을 역임하고 종2품 가선대부에 이르렀다. 1904년에는 사법 기관인 평리원의 재판장 서리가 되었다. 이후 한일의정서 강제 체결 사건이 일어나자 이상천, 박규병 등과 함께 ‘배일통문’을 살포하면서 저항했다.
1905년 일본의 만행을 규탄하는 격문을 살포한 죄로 체포되어 4개월 간 구금되었다가 관직을 사임하고 김천 지례로 은거하였다.
1907년 고종이 강제로 퇴위당하고 군대가 해산되어 허위는 경기도 연천에서 의병을 일으켰다. 전국 각지의 의병부대들이 양주에 집결한다는 소식을 듣고 전국 각지의 의병 1만여 명이 모여 13도 창의군을 결성하였다. 이인영을 총대장을 허위는 군사장(경기대장 겸임)을 맡았다. 13도 창의군는 서울 일제통감부 치기 위해 허위는 300여명의 선발대를 지휘하고 서울 근교까지 진군하였지만 본대의 도착 지연과 일본군의 기습으로 연천으로 패퇴하고 말았다. 이때 부친상으로 귀향한 총대장 이인영이 허위에게 총대장 역할을 당부하였다.
그러나 조인환, 권준 등과 연합하여 임진강과 한탕강 유역에 재집결하고 허위가 연합 의병의 총대장이 되어 계속해서 유격전을 벌이면서 계속 저항했고, 이때 총리대신 이완용은 사람을 보내 관찰사나 내부대신의 자리를 주겠다는 등 거듭되는 여러 회유책에도 굽히지 않았고 이를 꾸짖오 돌려 보냈다. 이강년, 유인석, 박정빈 등과 함께 결사 항전을 주창한 강경파로 활동하며 한일 강제 병합을 추진 중이던 일본을 끈질기게 괴롭혔다.
결국 1908년 5월 24일 연천에서 일본헌병부대의 기습을 받아 체포되어 서대문형무소(경성감옥)에 투옥되었고 같은 해 9월 27일 경성감옥에서 제1호 사형수로 교수형을 처해 순국하였다.

## 사후
- 대한민국 정부는 그의 공헌을 기리기 위해 1962년 건국훈장 대한민국장을 추서하였다.
- 서울 동대문구에 있는 왕산로는 그의 호를 따서 지은 것이다.
- 구미시에는 왕산허위선생기념공원이 조성되어 있다.

## 가족 관계
허위는 허조의 아들 4형제 중 막내였는데, 그의 맏형 허훈은 3천 두락의 전답을 팔아 허위의 항일투쟁에 군자금을 댔고, 둘째형 허신은 일찍 작고했으며, 셋째형 허겸은 그의 막하에서 의병투쟁을 함께 했다.
일제의 국권 침탈 음모를 내다보고 의병투쟁으로 격렬히 저항한 허위의 집안은 그의 죽음 이후 더 이상 선산에서 살아가기가 힘들었다. 일제의 감시와 탄압을 견디다 못한 허겸이 허위의 4남 2녀를 동반하여 1912년 서간도로 망명했고, 사촌들도 이어 그의 뒤를 따랐다.
종질 허형식을 비롯해 많은 후손들이 독립운동에 나섰는데, 이로 인해 자손들이 해외에 뿔뿔이 흩어졌고 어려운 생활을 하게 되었다. 독립운동가의 자손들이 적절한 보상을 받지 못했다는 문제가 제기될 때 허위의 후손들 예가 종종 인용된다.
- 증조부: 허돈(許暾, 1753 ~ 1815)
- 증조모: 철성 이씨(鐵城李氏)
- 조부: 허운(許亻雲, 1789 ~ 1870)
- 조모: 청주 정씨(淸州鄭氏)
  - 아버지: 허조(許祚, 1817 ~ 1881)
  - 어머니: 진성 이씨(眞城李氏)
    - 백형: 허훈(許薰, 1836 ~ 1907), 의병운동 지원, 애국장(1990)
    - 중형: 허신(許藎, 1843 ~ 1870)
    - 계형: 허겸(許蒹, 1851 ~ 1940) 만주 망명, 부미단 초대단장, 애국장(1991)
    - 여동생: 류도훈(柳道薰)에게 출가
    - 여동생: 장유원(張有遠)에게 출가
    - 부인: 순천 박씨(順天朴氏)
      - 장녀: 이기영(李起永)에게 출가
      - 차녀: 장세철(張世喆)에게 출가

    - 부인: 평산 신씨(平山申氏)
      - 장남: 허학(許壆, 1887 ~ 1941), 애국장(1991)
      - 며느리: 순천 박씨(順天朴氏, 1888 ~ 1979)
        - 손녀: 허경놈(1922 ~ 1997)
        - 손녀: 허로자(1927 ~ 2021)

      - 차남: 허영(許瑛, 1890 ~ 1966), 광복군
      - 며느리: 진주 강씨(晋州姜氏)
        - 손녀: 허옥(許鈺, 1915 ~ )
        - 손녀: 허노미(許路美, 1918 ~ )
        - 손자: 허경성(許敬誠, 1928 ~ )
        - 손자: 허순성(許順城, 1929 ~ )
        - 손녀: 허순옥(許順玉, 1932 ~ )
        - 손자: 허도성(許道城, 1934 ~ 2019)

      - 삼녀: 허암(許巖, 1893 ~ 1976)
      - 삼남: 허준(許埈, 1895 ~ 1956), 신흥무관학교 경리부장
      - 며느리: 밀양 손씨(密陽孫氏)
        - 손자: 허광배(許光培, 1921 ~ 1957)
        - 손자: 허웅배(許雄培, 1929 ~ 1997)
        - 손자: 허환배(許煥培, 1937 ~ )

      - 사녀: 허혜경(許惠景, 1896 ~ 1934)
      - 사남: 허국(許國, 1899 ~ 1970), 광복군
      - 며느리: 이후석(李厚錫), 석주 이상룡의 손녀
        - 손자: 허일리야(1927 ~ 1942)
        - 손녀: 허슈라(1929 ~ )
        - 손녀: 허클라라(1931 ~ )
        - 손자: 허부로코피(1935 ~ )
        - 손녀: 허아니샤(1938 ~ )
        - 손자: 허데론(1940 ~ 2006)
        - 손자: 허게오르기(1944 ~ )
        - 손자: 허블라디슬라브(1951 ~ )

  - 숙부: 허희(許禧, 1824 ~ 1898)
    - 종형: 허형(許蘅, 1843~1922)
    - 종제: 허필(許苾, 1855 ~ 1932) 건국포장(2019)

## 대중 문화
영상 매체에서 허위를 연기한 배우는 다음과 같다.
- 손현주: SBS 드라마 제중원
- 지승현: KBS1 다큐멘터리 대구총국 네트워크 기획 왕산 허위

## 같이 보기
- 13도 창의군
- 을미사변
- 이강년
- 최익현
- 민긍호
- 이은찬
- 이인영
- 독립유공자로 대한민국장을 수여받은 사람

## 참고자료
- 허위 - 두산백과 두피디아
- 대한민국 국가보훈처, monthhero\200401%C7%E3%C0%A700.hwp 이 달의 독립 운동가 상세자료 - 허위보관됨 2016-04-09 - 웨이백 머신, 2004년
- 《조선일보》 (2008.06.09) 허위 선생 친손녀 "가슴 아프고 고통스럽다"[깨진 링크(과거 내용 찾기)]
- 《프레시안》 (2006.10.29) 30061023222926 노블레스 오블리주 이야기(5) 독립운동 명문가 - 이회영, 허위, 이상룡…기억해야 할 이름들[깨진 링크(과거 내용 찾기)]
- 《경향신문》 (2005.8.15) 200508151750381&code= 210000 다시쓰는 독립운동列傳 Ⅲ. 러시아편-4. 왕산 허 위